# Barbara Clementine Harris
Barbara Clementine Harris (Filadelfia, Pensilvania; 12 de junio de 1930-Lincoln; 13 de marzo de 2020) fue la primera mujer ordenada obispa en la Comunión anglicana.

## Estudios
Asistió a la Universidad de Villanova, de la Unidad de Teología Urbana de Sheffield, Inglaterra, y se graduó en la Fundación para la Pastoral de Pensilvania. Obtuvo el graduado en publicidad y periodismo en la Escuela de Publicidad Charles Morris Price. En 1949 se unió a la firma de relaciones públicas Joseph V. Baker Associates Inc en Filadelfia, de la que fue presidenta. En 1968 antes de su ordenación sacerdotal, desempeñó el cargo de consultora en relaciones públicas de la Sun Oil Company, donde desde 1973 fue la directora del departamento de asuntos públicos alcanzando el cargo de consultora sénior en 1977.
Desde 1960 fue activista en cuestiones de los derechos civiles, participando por la igualdad de oportunidades para los negros en manifestaciones y diferentes marchas durante la década de 1960. A través de la Sociedad Episcopal para la Cultura (ESCRU) del Consejo Nacional de ministerios de las Iglesias Delta, en las vacaciones ayudó en el registro de votantes afroamericanos en Greenville, Misisisipi; también participó en la marcha de Selma a Montgomery, Alabama, dirigida por Martin Luther King. A lo largo de su diversa carrera, destacó por sus opiniones liberales y su oratoria.
Participó de forma activa como laica en la Iglesia Episcopal, colaborando con la educación cristiana en la capellanía de prisiones hasta su ordenación en 1980.

## Ordenación
Su rector en la Iglesia del Abogado al norte de Filadelfia, el reverendo Paul Washington, llegó a la convicción de que Harris tenía un serio interés en la búsqueda de la ordenación, y la recomendó a su obispo Lyman C. Ogilby de Pensilvania. Ogilby la ordenó diaconisa en 1979 y sacerdotisa en 1980. Ella había servido como acólita en el servicio en el que las primeras once mujeres fueron ordenadas sacerdotisas en la Iglesia Episcopal, el 29 de julio de 1974. 
Fue sacerdotisa a cargo de la iglesia de San Agustín de Hipona en Norristown, (Pensilvania) desde 1980-1984, y ejerció como capellana en las cárceles del condado de Filadelfia, y también como abogada de empresas industriales para cuestiones de política pública y social. Fue nombrada directora ejecutiva de la Publishing Company de la Iglesia Episcopal en 1984, y editora de la revista El Testigo. En 1988 ocupó el cargo de rectora interina de la Iglesia del Abogado en Filadelfia.

## Elección como obispa
Fue ordenada obispa sufragánea de la Diócesis Episcopal de Massachusetts, el 11 de febrero de 1989 en una ceremonia a la que asistieron 8000 personas y retransmitida por televisión a todo el mundo: era la primera mujer en ser ordenada obispa en la Comunidad Anglicana, hecho que generó diferentes controversias. Durante el tiempo que ocupó su cargo eclesiástico trabajó para erradicar el racismo, el sexismo y la homofobia. Fue miembro de la Comisión Permanente De la Iglesia Anglicana para La Paz y también de la Junta de Síndicos de la Escuela de Divinidad Episcopal de Cambridge (Board of Trustees of Episcopal Divinity School in Cambridge). Se retiró de su cargo en Boston en 2003 y fue sucedida como obispa sufragánea por otra mujer afroamericana, Gayle Elizabeth Harris.
Desde su retiro en 2003 hasta 2007 sirvió como obispa en la Diócesis Episcopal de Washington D. C., y como presidenta de la Iglesia Episcopal Publishing Company, editores de la revista El Testigo.

## Fallecimiento
Falleció a los 89 años en la Care Dimensions Hospice House de Lincoln después de estar hospitalizada en Boston.
La Comunión anglicana decidió agregarla al calendario de santos de 2023-2024 a modo de prueba. Su festividad es el 11 de febrero.

## Principales obras
- Harris, Barbara C. [2003]. Parting Words: A Farewell Discourse, Boston: Cowley Publications. ISBN 1-56101-217-3.
- Harris, Barbara C. [1993]. Beyond Powershift: Theological questions in a changing world (The Westminster Tanner-McMurrin lectures on the history and philosophy of religion at Westminster College). Westminster College. ISBN B0006PCK34

## Premios y reconocimientos
- 2007: Wisdom Award from the National Visionary Leadership Project.[1]